# Bob Roll
Pour les articles homonymes, voir Roll.
Bob Roll est un coureur cycliste américain, né le 7 juillet 1960 à Oakland.

## Biographie
Il devient professionnel en 1986 et le reste jusqu'en 1995. Il y remporte 5 victoires. 
Il a des origines indiennes et aime écrire des poèmes sur les boyaux de ses roues de vélo.

## Palmarès
- 1985
  - 9e étape de la Coors Classic
- 1986
  - 3e étape de la Redlands Bicycle Classic (contre-la-montre par équipes)
  - 3e étape du Tour de Basse-Californie
  - 3e étape de la Rocky Mountain Classic
- 1987
  - 6e du Rund um den Henninger Turm
- 1988
  - 3e étape du Tour de Romandie
- 1990
  - 2e étape de la Tucson Bicycle Classic
  - 2e de la Tucson Bicycle Classic

## Résultats sur les grands tours

### Tour de France
3 participations 
- 1986 : 63e
- 1987 : abandon (11e étape)
- 1990 : 132e

### Tour d'Italie
3 participations 
- 1985 : 78e
- 1988 : 61e
- 1989 : 114e